# Circuito de Guecho 2012
El 67º Circuito de Guecho (12º Memorial Ricardo Otxoa) se disputó el 31 de julio de 2012, sobre un trazado de 170 km. Dicho recorrido consistíó en el tradicional circuito urbano de 17 km al que se le dieron 10 vueltas, incluyendo los pequeños cambios establecidos en la pasada edición.
La prueba perteneció al UCI Europe Tour 2011-2012 de los Circuitos Continentales UCI, dentro de la categoría 1.1.
Participaron 14 equipos. Los 2 equipos españoles de categoría UCI ProTeam (Movistar Team y Euskaltel-Euskadi); los 3 de categoría Profesional Continental (Andalucía y Caja Rural); y los 2 de categoría Continental (Burgos BH-Castilla y León y Orbea Continental). En cuanto a representación extranjera, estuvieron 8 equipos: el UCI ProTeam del Liquigas-Cannondale; los Profesionales Continentales del Saur-Sojasun, Androni Giocattoli-Venezuela, Topsport Vlaanderen-Mercator, Acqua & Sapone y RusVelo; y los Continentales del Team Bonitas y Gios Deyser-Leon Kastro. Formando así un pelotón de 121 ciclistas, con entre 8 y 10 corredores cada equipo, de los que acabaron 112; aunque solo 111 de ellos dentro del "control".
El ganador final fue Giovanni Visconti tras ganar al sprint a Danilo Di Luca y a su compañero de equipo Enrique Sanz (vencedor de las clasificaciones de los euskaldunes y neos), respectivamente.
En las otras clasificaciones secundarias se impusieron Francisco Moreno Allué (montaña) y Acqua & Sapone (equipos).

## Clasificación final

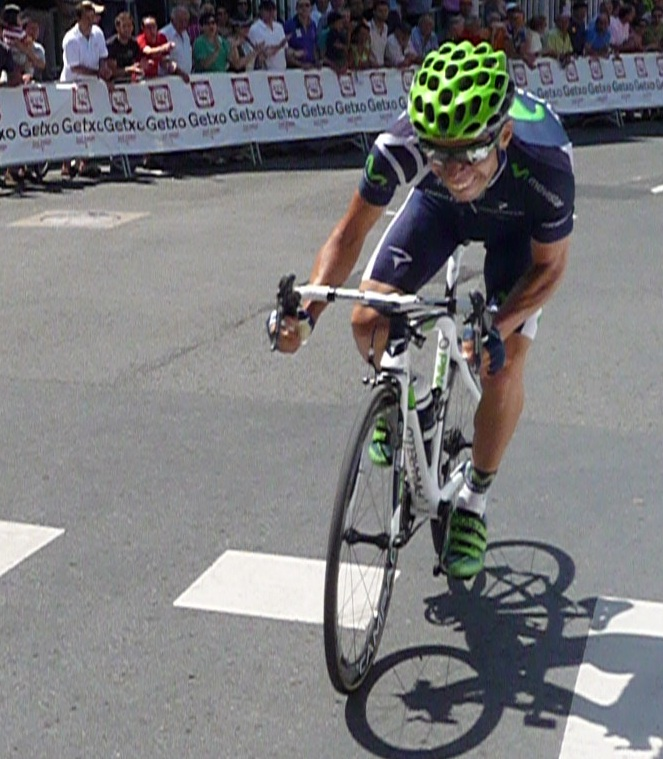
Giovanni Visconti en pleno sprint.

| \| Posición \| Ciclista \| Equipo \| Tiempo \| \| -------- \| ------------------------- \| ---------------------------- \| --------------- \| \| 1. \| Giovanni Visconti \| Movistar \| 3 h 56 min 11 s \| \| 2. \| Danilo Di Luca \| Acqua & Sapone \| m.t. \| \| 3. \| Enrique Sanz \| Movistar \| m.t. \| \| 4. \| Jeremie Galland \| Saur-Sojasun \| m.t. \| \| 5. \| Franco Pellizotti \| Androni Giocattoli-Venezuela \| m.t. \| \| 6. \| Daniele Ratto \| Liquigas \| m.t. \| \| 7. \| Carlos Alberto Betancourt \| Acqua & Sapone \| m.t. \| \| 8. \| Ivan Rovny \| RusVelo \| m.t. \| \| 9. \| Jonathan Monsalve \| Androni Giocattoli-Venezuela \| m.t. \| \| 10. \| Jaume Rovira \| Gios Deyser-Leon Kastro \| m.t. \| |                           |                              |                 |
| Posición | Ciclista                  | Equipo                       | Tiempo          |
| 1. | Giovanni Visconti         | Movistar                     | 3 h 56 min 11 s |
| 2. | Danilo Di Luca            | Acqua & Sapone               | m.t.            |
| 3. | Enrique Sanz              | Movistar                     | m.t.            |
| 4. | Jeremie Galland           | Saur-Sojasun                 | m.t.            |
| 5. | Franco Pellizotti         | Androni Giocattoli-Venezuela | m.t.            |
| 6. | Daniele Ratto             | Liquigas                     | m.t.            |
| 7. | Carlos Alberto Betancourt | Acqua & Sapone               | m.t.            |
| 8. | Ivan Rovny                | RusVelo                      | m.t.            |
| 9. | Jonathan Monsalve         | Androni Giocattoli-Venezuela | m.t.            |
| 10. | Jaume Rovira              | Gios Deyser-Leon Kastro      | m.t.            |